# Margueray
Margueray ist eine französische Gemeinde mit 117 Einwohnern (Stand: 1. Januar 2022) im Département Manche in der Region Normandie. Sie gehört zum Kanton Villedieu-les-Poêles-Rouffigny und zum Arrondissement Saint-Lô. 
Sie grenzt im Westen und im Nordwesten an Percy-en-Normandie mit Le Chefresne, im Norden an Montabot (Berührungspunkt), im Nordosten an Gouvets, im Osten an Saint-Vigor-des-Monts (Berührungspunkt) und im Südosten und im Süden an Montbray.

## Bevölkerungsentwicklung
| Jahr      | 1962 | 1968 | 1975 | 1982 | 1990 | 1999 | 2008 | 2018 |
| --------- | ---- | ---- | ---- | ---- | ---- | ---- | ---- | ---- |
| Einwohner | 217  | 196  | 158  | 141  | 130  | 128  | 145  | 126  |

## Sehenswürdigkeiten

Kirche Notre-Dame-et-Saint-Gorgon

- Kirche Notre-Dame-et-Saint-Gorgon